# General Electric GE9X
 (octobre 2018).
Si vous disposez d'ouvrages ou d'articles de référence ou si vous connaissez des sites web de qualité traitant du thème abordé ici, merci de compléter l'article en donnant les références utiles à sa vérifiabilité et en les liant à la section « Notes et références ».
Le General Electric GE9X est un turboréacteur à double flux en cours de développement produit par GE Aerospace destiné au Boeing 777X.

## Historique
Il a été utilisé pour la première fois au sol en avril 2016 et pour la première fois en vol le 13 mars 2018 ; il devait propulser le premier vol 777-9 en janvier 2020 et entrer en service ensuite. Il est certifié par la Federal Aviation Administration le 28 septembre 2020.

## Caractéristiques
Il est développé à partir du GE90, avec une soufflante plus grande, des matériaux avancés comme les matériaux composites à base de céramique, et des taux de dilution et de compression plus élevés. Il devrait améliorer le rendement énergétique de 10 % par rapport à son prédécesseur. Le moteur a une poussée de 470 kN.
Le prix unitaire du GE9X est 41,4 millions de dollars (prix catalogue 2016).